# Ochropyge
Ochropyge este un gen de fluturi din familia Hesperiidae. Genul este monotipic și conține o singură specie, Ochropyge ruficauda, care este întâlnită în Brazilia și Argentina.